# Mittenothamnium brevicuspis
Mittenothamnium brevicuspis là một loài Rêu trong họ Hypnaceae. Loài này được (P. de la Varde) Wijk & Margad. mô tả khoa học đầu tiên năm 1961.